# دومین دوره بازی‌های همبستگی کشورهای اسلامی
دومین دورهٔ بازیهای همبستگی کشورهای اسلامی قرار بود در سال ۲۰۰۹ میلادی در سه شهر ایران یعنی تهران (پایتخت ایران). و اصفهان (پایتخت فرهنگی جهان اسلام) و مشهد (شهر مذهبی). و با حضور مردان مسلمان و بعضاً غیر مسلمان از کشورهای اسلامی و کشورهای غیر اسلامی برگزار شود
رشته‌های دومین دورهٔ بازیهای همبستگی کشورهای اسلامی
رشته‌های ورزشی دومین دورهٔ بازیهای همبستگی کشورهای اسلامی :۱-والیبال ۲-شنا ۳-شیرجه ۴-واترپلو ۵-پینگ پنگ(تنیس روی میز) ۶-تکواندو ۷-کاراته ۸-دو ومیدانی ۹-شمشیر بازی ۱۰-جودو ۱۱.وزنه‌برداری (۸ وزن) ۱۲. تیراندازی (اهداف ثابت و اهداف پروازی) ۱۳. هندبال ۱۴.بسکتبال
رشته‌های معلولین دومین دورهٔ بازیهای همبستگی کشورهای اسلامی
۱-فوتبال کم توانان ذهنی ۲-والیبال نشسته ۳-بسکتبال با ویلچر ۴-گلبال (نابینایان و کم بینایان)